# Fundament

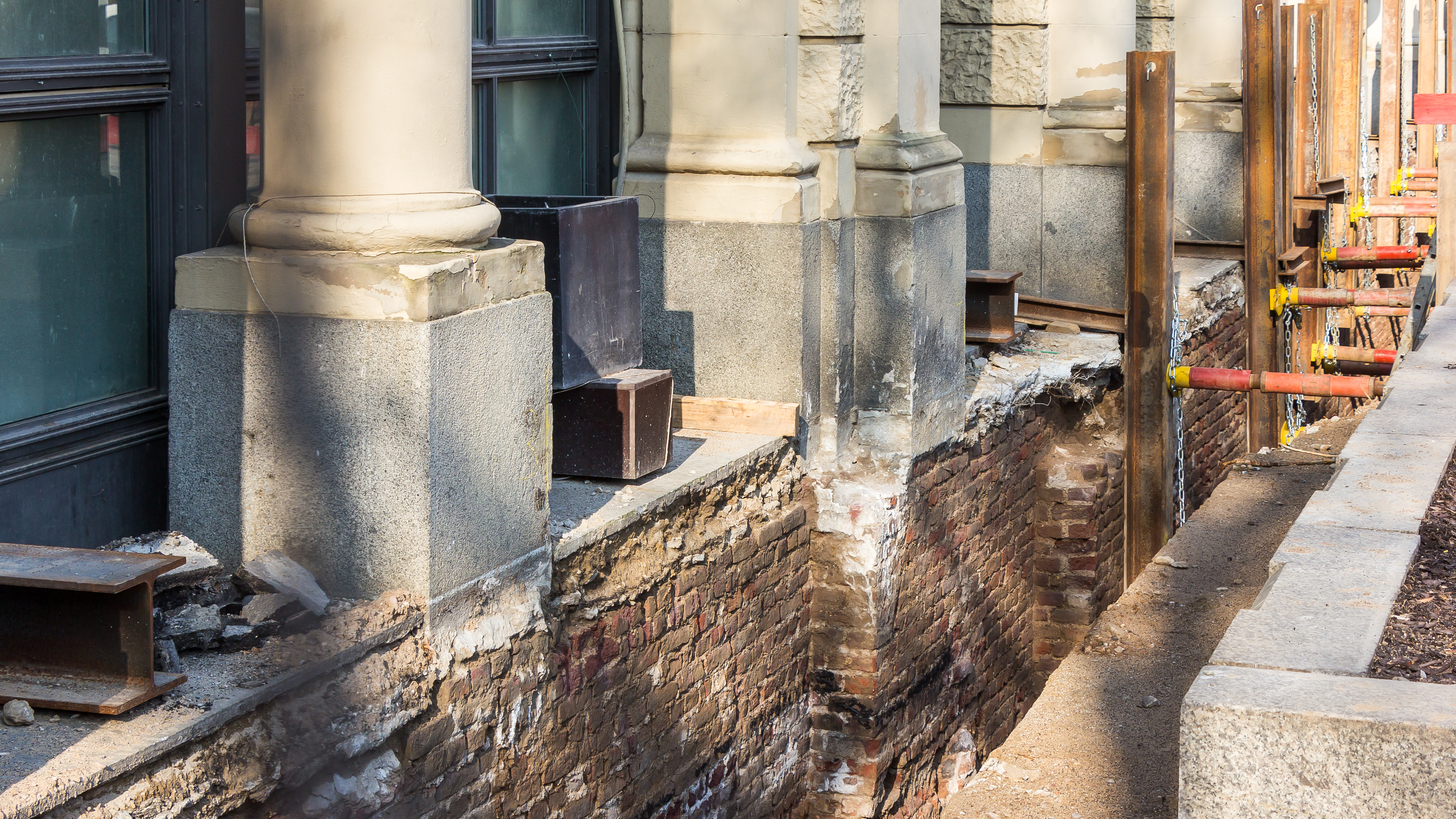
Freigelegtes Fundament aus Ziegelmauerwerk (Dom-Hotel, Köln)

Ein Fundament (von lateinisch fundus „Bodengrund“; in der Schweiz auch Fundation) ist der unterste Teil einer Konstruktion, welcher Lasten aus der Konstruktion in den darunterliegenden Bereich überträgt. Das Fundament eines Bauwerks liegt auf dem Baugrund auf und überträgt die Bauwerkslasten in diesen. Es ist somit Bestandteil der allgemeinen Gründung des Bauwerks.
Fundamente können auch Bauteile einer größeren Struktur sein, die wiederum fundamentiert wird. Sie bilden die Schnittstelle zwischen verschiedenen Funktions- und Strukturbereichen, beispielsweise bei Maschinenfundamenten. Sonderformen dienen der Entkopplung oder Trennung von Strukturen (z. B. elastische Fundamente oder aktive Auflager). Fundamente sind meist schwerer, steifer und schwingungsfester als die daran oder darauf zu befestigenden Bauelemente. Sie sollen eine unbeabsichtigte Bewegung oder Verformung der daran angeschlossenen Struktur verhindern.
Fundamente bestehen aus Elementen wie Platten, Pfählen (Pfahlfundament), Trägern, Steinen und Ähnlichem. Ein wesentlicher Baustoff für Fundamente ist Stahlbeton.

## Fundamente von Bauwerken
Fundamente spielen eine wesentliche Rolle im Bauwesen. Sie werden speziell dafür konstruiert und bemessen, die Bauwerkslast (z. B. Eigengewicht, Nutzlast, Wind) sicher in den Baugrund abzuleiten. Schäden, wie beispielsweise ein starkes Einsinken oder Kippen des Bauwerks (übermäßig große oder ungleichförmige Setzungen) sollen vermieden werden. Ein wesentliches Grundprinzip besteht darin, dass die Auflast durch das Fundament auf eine große Fläche verteilt wird, um dadurch beispielsweise die Spannung im darunterliegenden Baugrund zu verringern und ein zu starkes Einsinken zu verhindern.
Das Fundament wird als erster Teil des Bauwerks errichtet und ermöglicht erst den anschließenden Bau des restlichen Bauwerks. Im Vorfeld werden jedoch in aller Regel zunächst vorbereitende Maßnahmen am Baugrund durchgeführt. Dabei wird der Begriff Fundament je nach Kontext unterschiedlich verwendet und oft auch auf die unter dem eigentlichen Bauteil liegenden Veränderungen (bspw. Aufschüttungen, Sauberkeitsschicht etc.) ausgeweitet:159. In diesem Artikel wird ausschließlich auf das Fundament als Bauteil eingegangen, während die Perspektive des Grundbaus und die zugehörigen Bauverfahren im Artikel Gründung beschrieben werden.

## Baustoffe
Fundamente können aus ganz unterschiedlichen Baustoffen errichtet werden. Hierbei ist die geschichtliche Entwicklung der Bautechnik im Bereich der Fundamente eng mit den zur Verfügung stehenden Baustoffen verknüpft.

### Fundamente aus Holz

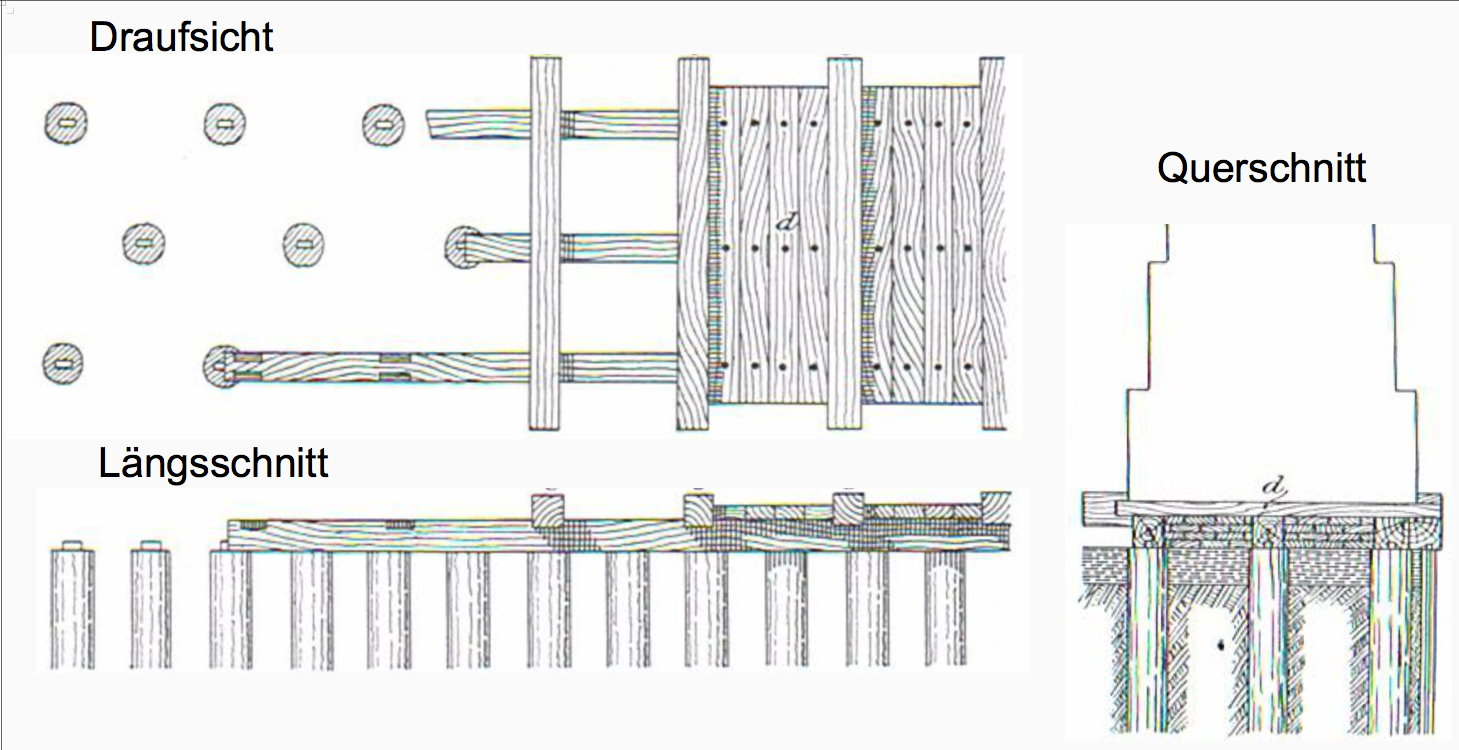
Gründung mit einem Holzpfahlrost für starke Mauern (aus Handbuch der Holzkonstruktionen, Böhm, Springer 1911)

Die ursprünglichste Form zur Konstruktion von Häusern mit großen Dachflächen sind die Firstsäulen die ohne Schwellen oder Steinlagen direkt auf den (möglichst festen) Grund gestellt wurden. Gründungskonstruktionen aus Holz können aus Schwellen (waagerecht) und Pfählen (senkrecht) bestehen. Von der römischen Antike bis in das frühe 20. Jahrhundert war auf weichem Untergrund eine Schwellenrostgründung üblich, wobei mehrere Schwellen im Wandverlauf nebeneinander gelegt und durch kürzere Querschwellen verbunden werden. Nur an den Gebäudeecken waren die Schwellen kreuzweise übereinander gelegt. Die Zwischenräume verfüllte man mit Kies, Bauschutt oder Lehm, und darüber wurde zunächst unvermörteltes und oberhalb vermörteltes Mauerwerk gesetzt.

### Steinfundamente

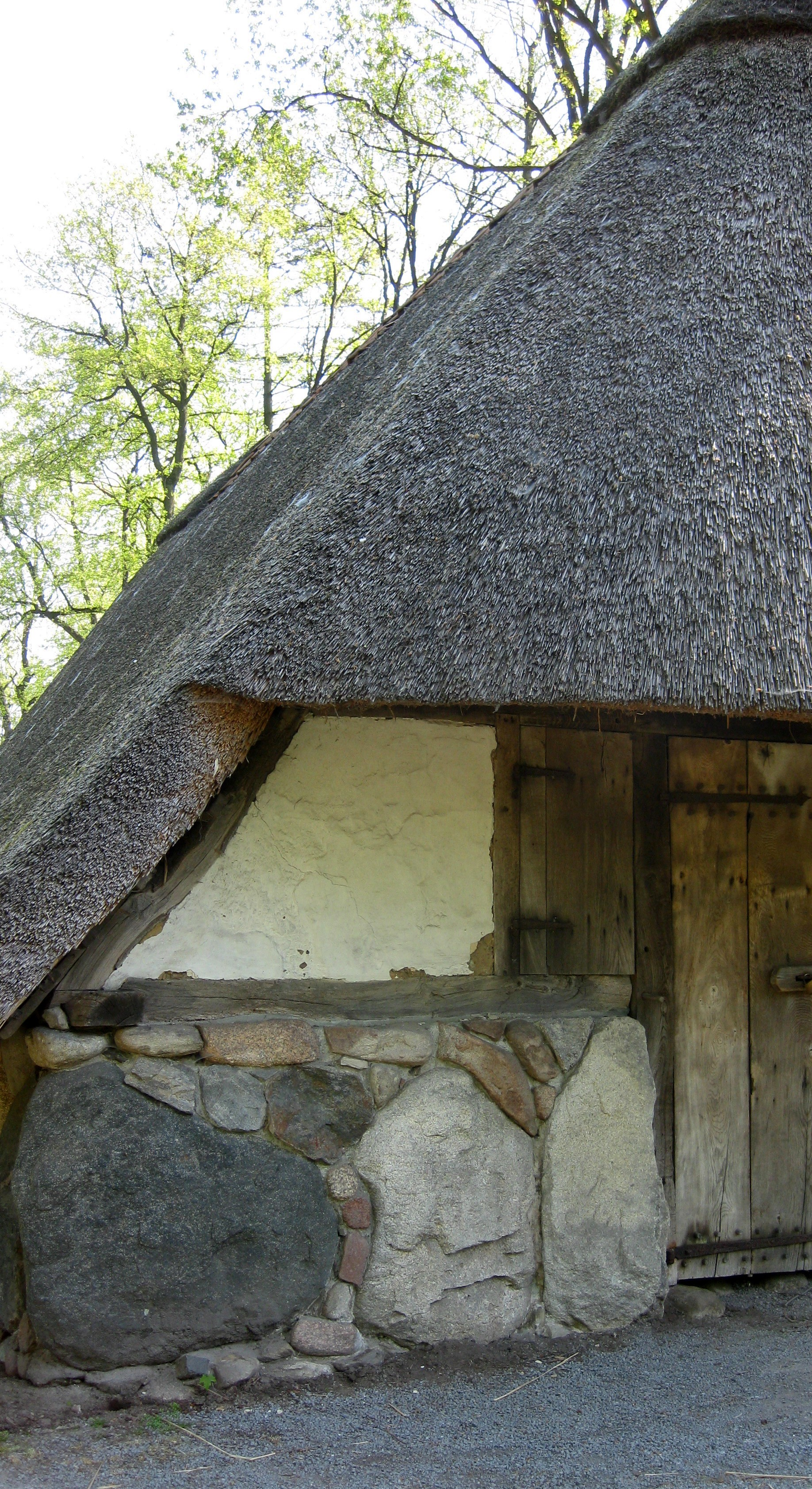
Fundament und Wand aus großen Feldsteinen eines Schafstalls im Museumsdorf Cloppenburg

Fundamente aus Stein bzw. Ziegeln sind bei historischen Gebäuden häufig anzutreffen. Sie können aus Steinschüttungen oder aus geschichteten Steinen (Steinpackungen, Trockenmauerwerk) bestehen, welche gegebenenfalls auch im Wasser versenkt wurden. Ebenso können unter Anwendung von Mörtel Fundamente aus Mauerwerk hergestellt werden.
Bruchsteinfundamente bestanden im unteren Bereich meist aus einer Packlage, indem Lagen aus größeren Steinen in den Zwischenräumen mit Schotter verfüllt wurden. Für die Packlage wurde bevorzugt dichtes Gestein verwendet, um den kapillaren Aufstieg der Bodenfeuchte zu unterbinden. Zusätzlich konnten oberhalb Sperrschichten aus Schieferplatten oder (ab etwa 1800) aus Teerpappe vorgesehen werden.
Bei Fundamenten aus Mauerwerk wurden die zu gründenden Mauern häufig zur Sohle hin verbreitert um die Auflast auf eine größere Fläche zu verteilen. Hierzu wurde das Mauerwerk mit einem oder mehreren treppenförmigen Absätzen ausgeführt.:251 Insbesondere für die unteren Steinlagen sind große Naturstein-Quader deutlich besser geeignet als Backsteine, da sie die Last besser verteilen.:274 Für gemauerte Maschinenfundamente wurde auch Asphalt-Mauerwerk verwendet, welches im Umgang mit den einwirkenden Schwingungen Vorteile bot.:275
Eine besondere Bauform gemauerter Fundamente sind Erdbögen. Es sind teils Bögen, die unter der Erde liegen, teils solche, die auf der Erde aufsitzen, teils solche, die gegen die Erde gemauert sind. Den sehr unterschiedlichen Konstruktionen ist nur die Bogenform, die Lage im Fundament und die Anwendung bei schwierigen Untergrundverhältnissen gemeinsam.:157 Diese Bauform ermöglicht es, ähnlich einer umgedrehten Deckenkonstruktion, die Bauwerkslast auf eine größere Fläche zu verteilen.
Moderne Fundamente bestehen hingegen überwiegend aus Beton oder Stahlbeton. Gemauerte Fundamente werden aufgrund des hohen Arbeitsaufwandes kaum noch ausgeführt.

### Betonfundamente

#### Beton ohne Bewehrung
Der Baustoff Beton ist von herausragender Bedeutung im Grundbau. Bei einem Fundament aus reinem Beton wird im einfachsten Falle lediglich eine Grube ausgehoben und diese mit Beton verfüllt, also direkt gegen den Erdboden betoniert. Der steile Lastausbreitungswinkel von 45 Grad oder mehr im unbewehrten Beton macht bei höheren Lasten jedoch große Fundamenthöhen und somit sehr massive Fundamente erforderlich. Fundamente aus unbewehrtem Beton kommen daher vor allem bei geringen Lasten zum Einsatz (Beispielsweise Fundamente für Zäune oder Verkehrsschilder, Außenanlagen).

#### Stahlbeton
Die Möglichkeit der Aufnahme von Zugkräften durch den im Beton eingebauten Bewehrungsstahl macht im Gegensatz zu Fundamenten aus Stein oder unbewehrtem Beton biegesteife Fundamente möglich. Dies ermöglicht insbesondere den Bau von großflächigen Fundamentplatten und eine Vermeidung/Reduzierung von ungleichförmigen Setzungen. Durch die verbesserte Lastausbreitung können Stahlbetonfundamente in der Regel mit geringerer Höhe ausgeführt werden als Fundamente ohne Bewehrung. Dadurch sind sie trotz des zusätzlichen Stahlbedarfs meist wirtschaftlicher. Bei großen und/oder ungleichförmigen Lasten sowie schlechten Baugrundverhältnissen ist die Verwendung von Stahlbeton meist unverzichtbar.:60

### Fundament aus Schaumglas
Für Gebäude in leichter Bauweise, insbesondere im Holzbau, können Bodenplatten auch ohne zementgebundene Baustoffe ausgeführt werden. Dabei werden druckfeste Platten aus Schaumglas lose auf einer planeben hergestellten Tragschicht, beispielsweise aus Splitt, verlegt. Schaumglas wird überwiegend aus geschäumtem Recyclingglas hergestellt und ist formstabil, feuchteunempfindlich, nicht brennbar (Baustoffklasse A1) und unempfindlich gegenüber Schädlingsbefall. Durch die geschlossene Zellstruktur übernimmt es neben der tragenden Funktion zugleich die Wärmedämmung. Diese Bauweise erlaubt eine vollständig mineralische und rückbaufähige Gründung und wird häufig als Alternative zu Betonfundamenten eingesetzt.

## Bauformen

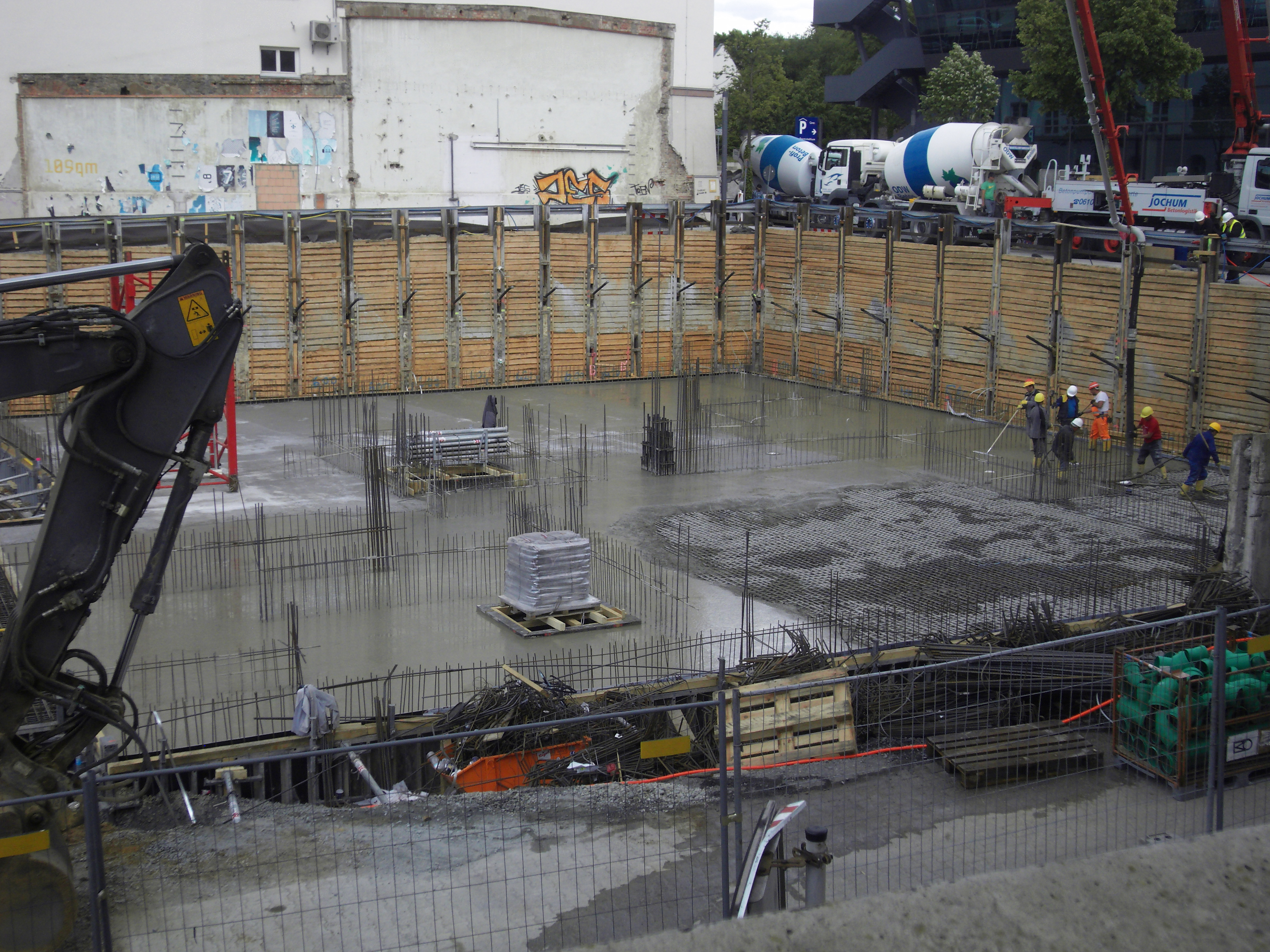
Betonieren einer Bodenplatte (Plattenfundament)

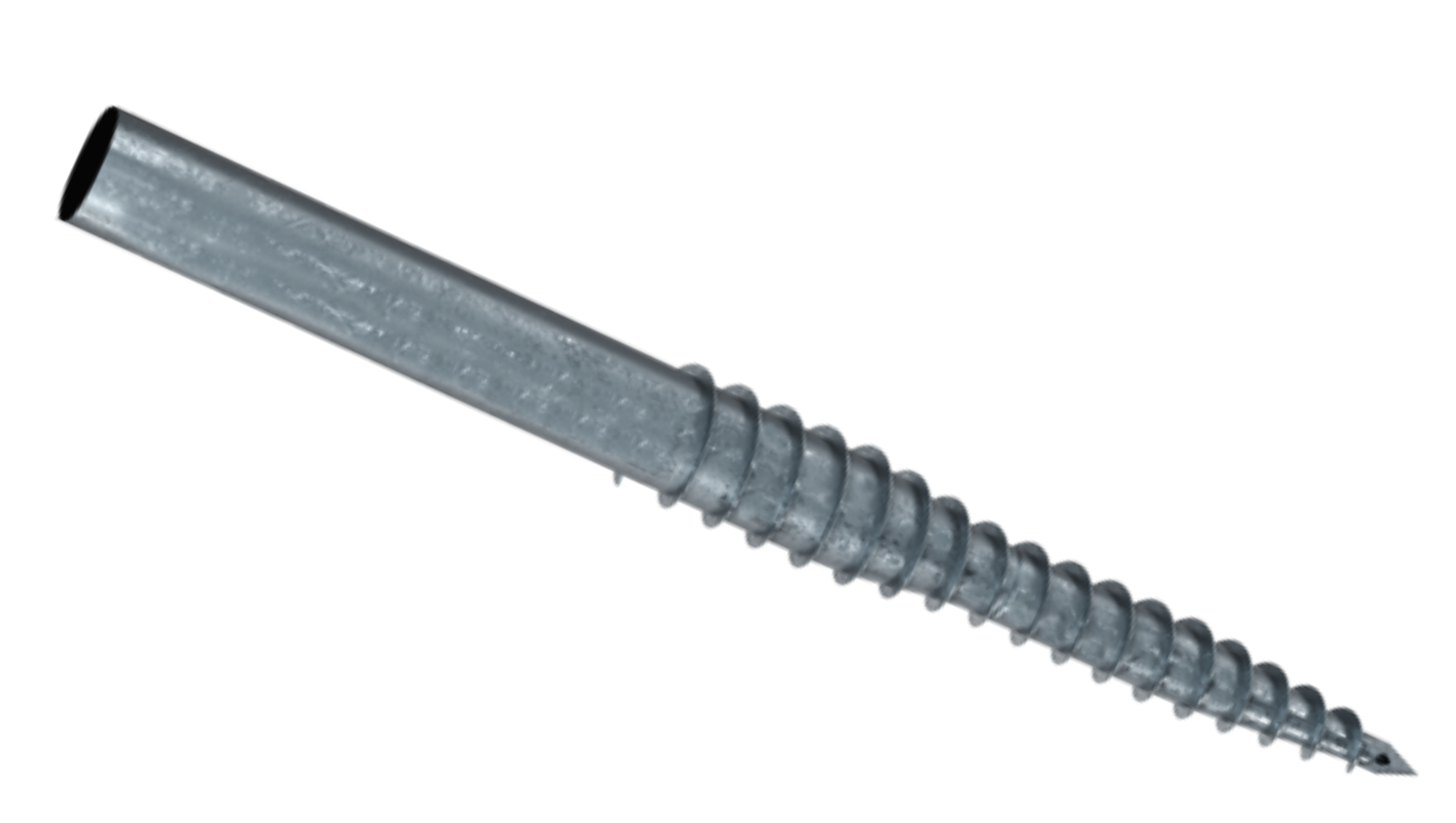
Schraubfundamente werden in unterschiedlichsten Größen produziert. Dieses ist 1,6 m lang.

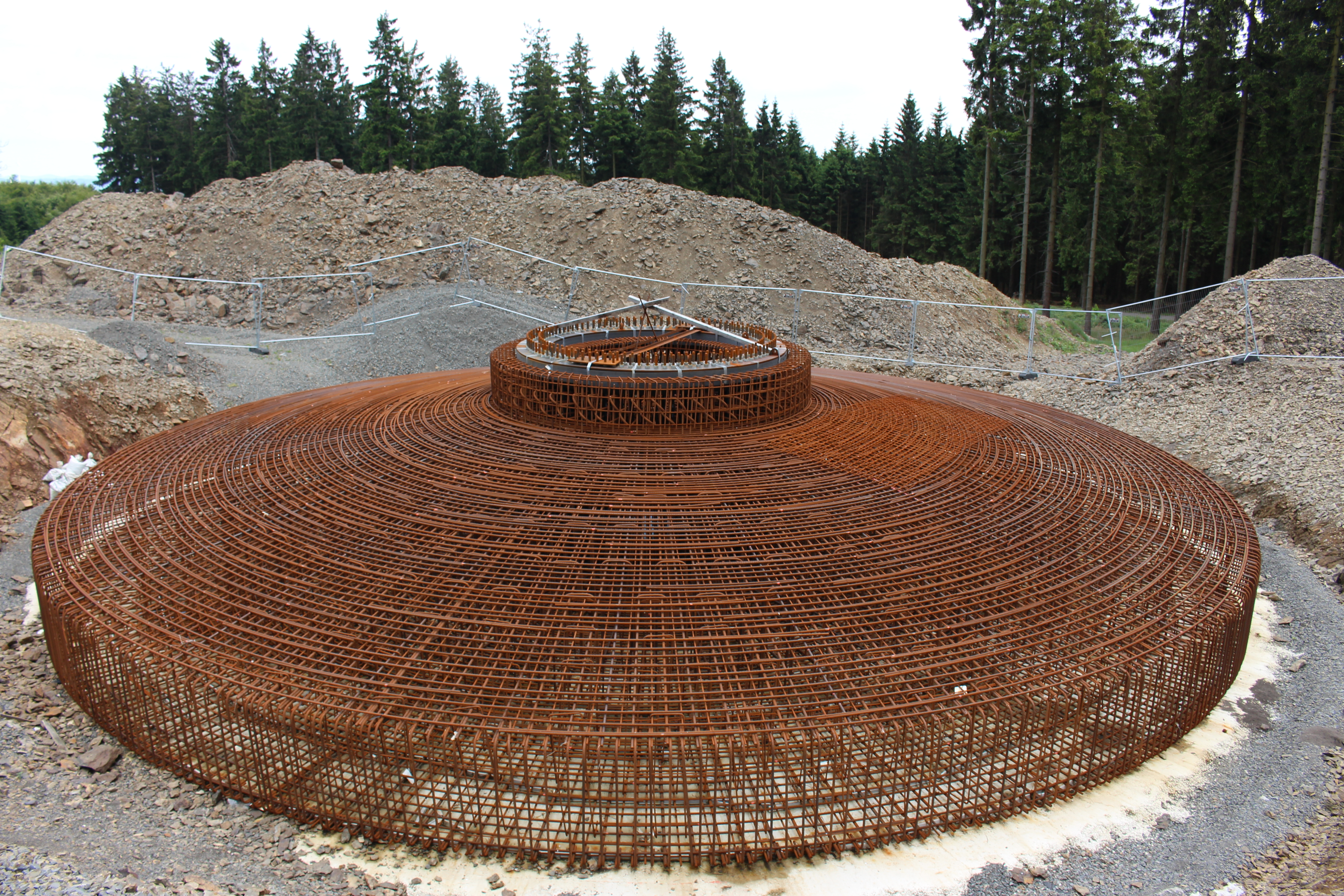
Bewehrung eines Windrad-Fundaments, zugleich Einzel- und Plattenfundament

Entsprechend der Vielfalt an Anwendungen existiert eine Vielzahl an Bauformen.
Eine grundlegende Einteilung unterscheidet Flachgründungen, welche nahe der Oberfläche angelegt und von der Gründungssohle aus aufgebaut werden, und Tiefgründungen, welche tief in den Untergrund eingebracht werden.
Eine weitere Unterteilung der Fundamente kann unter anderem nach Geometrie erfolgen. Im Detail werden bei Fundamenten folgende Bauformen und Begriffe verwendet:
- Balkenfundamente oder Fundamentbalken bestehen aus einem Balken als Tragelement und werden auf Biegung beansprucht.
- Einzelfundamente oder Punktfundamente bilden das Fundament für eine punktförmige Auflast eines einzelnen Bauteils wie bspw. einer Stütze. Sie werden beispielsweise häufig bei Hallen angewendet, welche auf einem Skelett aus Stützen ruhen.
- Flächengründungen umfassen alle Fundamente, welche die Bauwerkslast über horizontale oder wenig geneigte Flächen auf den Baugrund aufbringen. Der Begriff wird meist für flächige Fundamente in Abgrenzung zu punktförmigen Einzel- oder Pfahlfundamenten verwendet.[8]:1,54
- Kämpferfundamente sind die Widerlager von Brücken, die neben senkrechten Lasten auch horizontale Lasten aus Brückenbögen in den Untergrund ableiten. Im Bauwesen wird gewöhnlich das Auflager der beiden Enden eines Bogens als Kämpfer bezeichnet, das dessen Schubkräfte am umgebenden Mauerwerk abstützt.
- Kellerwannen bestehen aus fugenlos miteinander verbundenen Fundamentplatten und Kelleraußenwänden. Diese Variante wird bei drückendem Grundwasser ausgeführt.
- Köcherfundamente tragen einzelne Stützen, die nicht nur horizontale Lasten, sondern auch Drehmomente aufnehmen sollen.
- Pfahlgründungen bzw. Pfahlfundamente bestehen aus in den Boden eingebrachten Pfählen, welche die Bauwerkslast über die Pfahlspitze und gegebenenfals Reibung an der Außenfläche des Pfahls in den Baugrund einleiten.
- Plattenfundamente oder Fundamentplatten oder Gründungsplatten sind flächenförmige Fundamente. Sie bilden beispielsweise das gemeinsame Fundament mehrerer Stützen und/oder Wände.
- Schraubfundamente sind Punktfundamente aus Stahlhülsen mit grobem äußeren Gewinde, die sich mit geringem Aufwand montieren und wieder demontieren lassen und dadurch ein vollständig reversibles Bauen ermöglichen.
- Streifenfundamente, gelegentlich auch Bankett(fundamente)[9][1]:47 genannt, sind linienförmige Fundamente. Sie übernehmen die Last einer darauf errichteten, tragenden Wand oder mehrerer Stützen. Letzterer Fall wird auch als Gründungsstreifen bezeichnet[5]
- Senkkästen oder Caissons sind kastenförmige Fundamente, welche durch Aushub am Boden in den Baugrund abgesenkt werden. Sie eignen sich zum erstellen von Fundamenten unter Wasser.
- Zugfundamente leiten Zugkräfte in den Boden ein. Der Zugkraft entgegen wirkt das Eigengewicht des verbauten Betons und/oder das Eigengewicht des Bodens selbst. Dementsprechend bestehen derartige Fundamente entweder aus Betonblöcken oder aus im Boden befindlichen Ankerplatten oder Stahlrosten mit Bodenauflast.[8]:71

## Maschinenfundamente

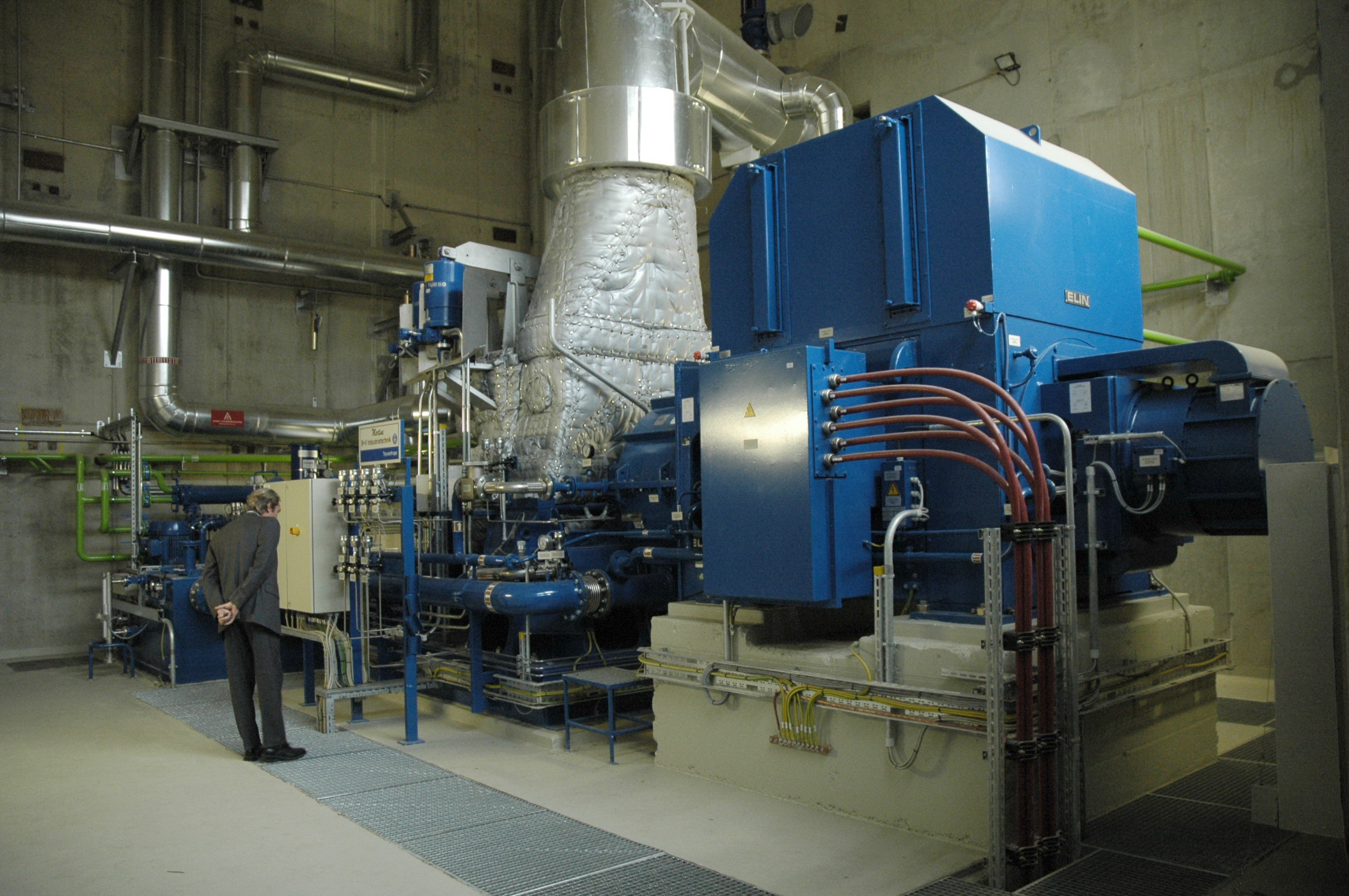
Maschinenfundament der Dampfturbine des Biomasseheizkraftwerkes Baden, welches auf Federpaketen gelagert ist.

Maschinenfundamente dienen zur Befestigung des tragenden (meist untenliegenden) Korpus von stationär aufgestellten Maschinen, dem sogenannte Maschinengestell. Das Maschinengestell – oft aus einem Stück gegossen – trägt die einzelnen, beweglichen Funktionsgruppen der jeweiligen Maschine. Maschinengestelle können 70–90 % der Gesamtmasse einer Maschine ausmachen. Ihre träge Masse und verwindungssteife Bauweise ermöglichen ein genaues Arbeiten. Typische Maschinengestelle sind etwa der gusseiserne Korpus mit Schlittenführung einer Drehmaschine oder die stählerne Säule mit gegossenem Stahlfuß einer Säulenbohrmaschine.
Da die Funktionsgruppen der meisten Maschinen in ihrer Bewegungsmöglichkeit untereinander zwangsgeführt sind, können Maschinen in der Regel vom Fundament genommen und versetzt werden. Große Antriebsmaschinen oder Generatoren im Anlagenbau werden teilweise auf Federn gelagert, die im Maschinenfundament fixiert werden.